# Arum hygrophilum
Arum hygrophilum är en kallaväxtart som beskrevs av Pierre Edmond Boissier. Arum hygrophilum ingår i Munkhättesläktet och i familjen kallaväxter. Inga underarter finns listade.